# Povolání: Reportér
Povolání: Reportér (v italském originále Professione: reporter) je italsko-španělsko-francouzský dramatický film z roku 1975. Režisérem filmu je Michelangelo Antonioni. Hlavní role ve filmu ztvárnili Jack Nicholson, Maria Schneider, Steven Berkoff, Ian Hendry a Jenny Runacre.

## Obsazení
| Jack Nicholson     | David Locke     |
| Maria Schneider    | dívka           |
| Steven Berkoff     | Stephen         |
| Ian Hendry         | Martin Knight   |
| Jenny Runacre      | Rachel Locke    |
| Ambroise Bia       | Achebe          |
| Charles Mulvehill  | David Robertson |
| José Maria Cafarel | majitel hotelu  |